# 花瓣搜索
花瓣搜索（英語：Petal Search）是由华为于2020年下半年开发的搜索引擎，可在桌面和移动平台使用。和华为的徽标类似，它的徽标就是一个花瓣（Petal）。

## 历史
2019年, 由于跨国公司华为受中美贸易战中的制裁影响，其新型号的安卓手机被拒绝访问谷歌移动服务。
由于这些限制，华为决定将扩展花瓣搜索，将其打造为一个独立的搜索引擎。

## 可访问性
花瓣搜索现在在多个国家和地区活动，目前专注于欧洲，比如西班牙和土耳其。
截至2021年11月，花瓣搜索支持55种语言，在170个国家和地区推出。
目前花瓣搜索应用可在华为应用市场和苹果AppStore下载。
该搜索引擎目前没有在中国大陆推出，并会屏蔽来自中国大陆的访问。